# 이재철 (축구인)
이재철(李在哲, 1975년 12월 25일 ~ )은 충주 험멜 축구단의 축구인이다. 수원 삼성 블루윙즈에서 선수 생활을 하였으며 그 후 충주 험멜로 이적하여 선수와 코치를 거쳐 감독이 되었다.
2013년 사퇴했지만, 2016년 충주의 수석 코치로 다시 취임하였다.
| 전임 이상재 | 제4대 충주 험멜 축구단 감독 2012-2013 | 후임 민동성 (감독 대행) |